# Top (Unix)

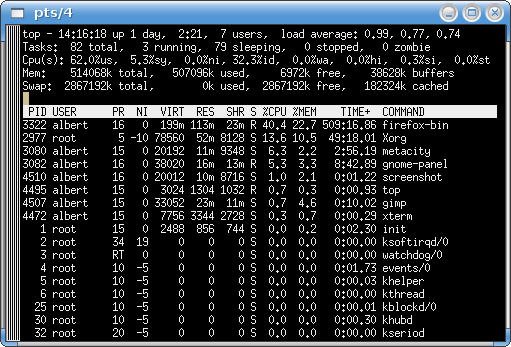
Screenshot von top in einem Terminal-Emulator

top (für table of processes) ist ein Befehl in den meisten Unix-ähnlichen Betriebssystemen, der eine ständig aktualisierte Liste der aktuell laufenden Prozesse des Systems ausgibt. Dabei zeigt top auch die Auslastung (oder Last, englisch load) der CPU, den Speicherverbrauch, sowie viele andere Einzelheiten an. Einige Versionen von top lassen sich sehr flexibel konfigurieren, was die anzuzeigenden Informationen betrifft.
Der Befehl ist unter anderem für Systemadministratoren sehr nützlich, da er einen Überblick gibt, welche Benutzer und Prozesse das System am meisten belasten. Zur weiteren Verarbeitung durch eine Skriptsprache oder zur Aufzeichnung lässt sich die Ausgabe von top auch in eine Textdatei umleiten.
Gegenüber dem Befehl zum einmaligen Auflisten von Prozessen, ps, bietet die ständige Aktualisierung von top den Vorteil, dass der Befehl nicht ständig neu gestartet werden muss, um auf dem aktuellen Stand zu bleiben. Außerdem zeigt top nur so viele Prozesse an, wie in das Terminalfenster passen. Dadurch werden (standardmäßig) nur die am meisten belastenden Prozesse angezeigt.

## Entwicklung und Varianten
Inspiriert wurde die Entwicklung von top von dem Kommando monitor process/topcpu des Betriebssystems VMS. William LeFebvre schrieb die erste Implementierung von top im April 1984 für BSD 4.1 als Student an der Rice University.
Das Projekt wurde als Open Source unter der sehr liberalen BSD-Lizenz veröffentlicht, weswegen sich das Programm schnell in diversen BSD-Varianten und anderen Unix-Systemen verbreitete.
top wurde mehrmals von Grund auf für diverse Betriebssysteme und unter verschiedenen Lizenzen neu entworfen. AIX Version 4.3 enthielt eine erweiterte Version namens topas.
Die erste Version für Linux wurde von Roger Binns 1991 entworfen, die neueste und am weitesten verbreitete Variante von James C. Warner unterstützt neben einer farbigen Darstellung der Prozessliste auch andere Erweiterungen. Ebenfalls eine beliebte Implementierung ist htop.